# Leptosiphon lemmonii
Leptosiphon lemmonii là một loài thực vật có hoa trong họ Polemoniaceae. Loài này được (A. Gray) J.M. Porter & L.A. Johnson mô tả khoa học đầu tiên năm 2000.